# Каланта, Ромас
Ро́мас Каланта (лит. Romas Kalanta; 22 февраля 1953 года, Алитус, Литовская ССР, СССР — 14 мая 1972 года, Каунас, Литовская ССР, СССР) — литовский диссидент. Стал известен после совершённого им акта самосожжения.

## Биография

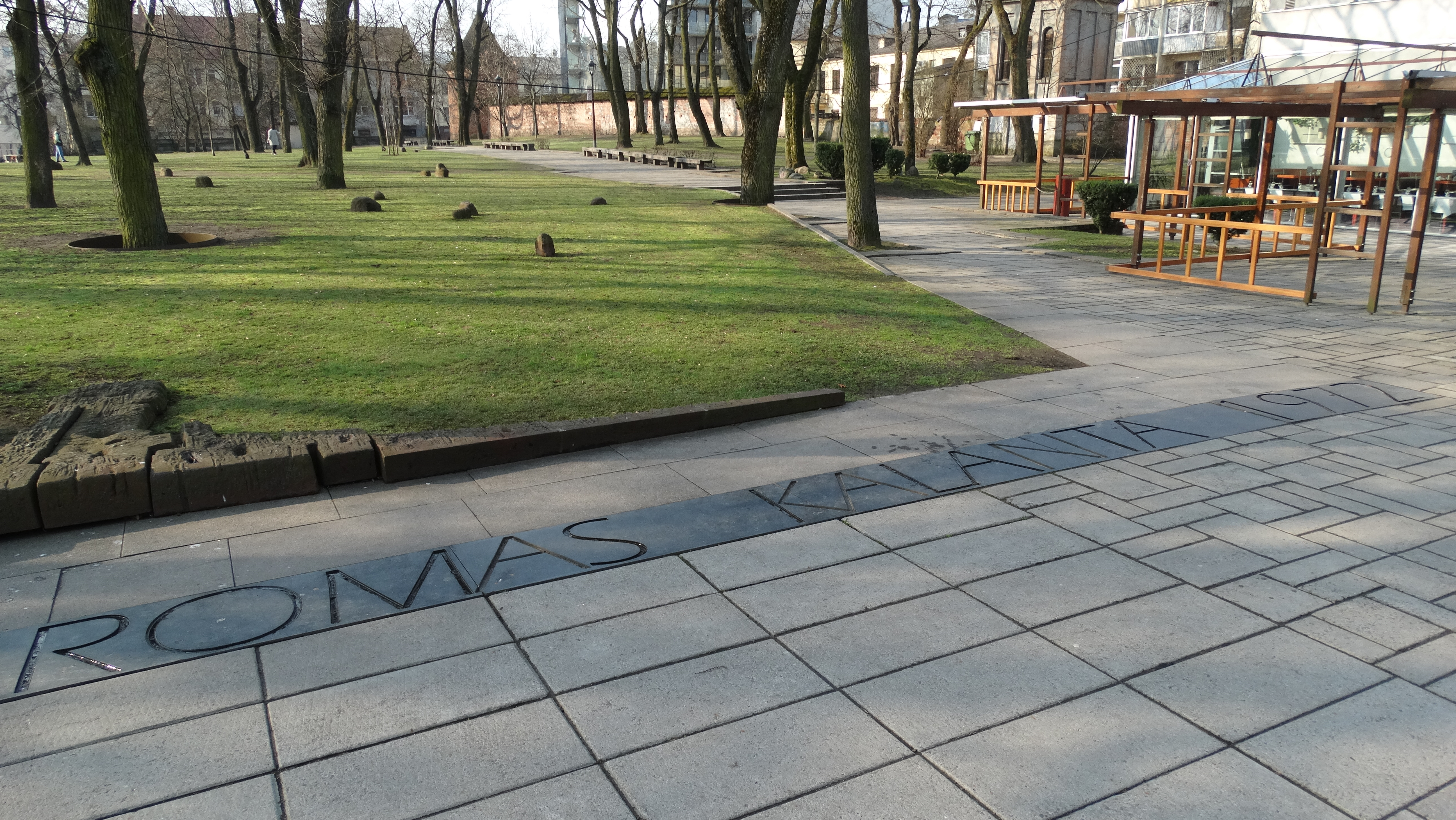
Мемориальная надпись Ромасу Каланте в Каунасе

Родился в семье рабочих. В 1963 году семья переехала в Каунас. В 1971 году Ромас Каланта не сдал некоторые выпускные экзамены в каунасской средней школе № 18 и перешел в вечернюю школу рабочей молодёжи. В знак протеста против советской власти с возгласом «Свободу Литве!» (кричал по-литовски) сжёг себя возле Музыкального театра на центральной улице Каунаса, у фонтана, где собиралась молодёжь. В его записной книжке осталась запись: «В моей смерти виновен только строй».
Работники КГБ СССР провели похороны 18 мая на 2 часа раньше, чем предполагалось, чтобы избежать скопления людей. Тогда собравшаяся у дома Ромаса толпа молодёжи двинулась на центральную улицу города — аллею Свободы (Лайсвес аллея). В демонстрациях 18 и 19 мая приняло участие свыше трёх тысяч человек, главным образом молодёжь. В подавлении акций протеста участвовали дружинники, милиционеры, солдаты; протестующих избивали, задерживали и арестовывали, стригли наголо, некоторых вывозили за несколько десятков километров от города и отпускали.
Было арестовано 402 человека; из них 33 было привлечено к административной ответственности, восемь человек осуждены как хулиганы и антиобщественные элементы. Официальная посмертная экспертиза признала Каланту психически больным. Родителям в течение 8 лет не позволяли поставить надгробный памятник на кладбище Ромайняй (сооружён только в 1982 году).
В 1989 году комиссия во главе с доктором Л. Радавичюсом, изучив имеющиеся данные и опросив друзей и родственников Каланты, пришла к выводу, что нет никаких доказательств того, что Каланта страдал каким-либо психическим заболеванием.

## Память
О Каланте написано несколько книг, снят документальный фильм «Дети фонтана» (режиссёры Раймундас Банионис, Андрюс Шюша; 1990).
5 июля 2000 года Ромас Каланта посмертно награждён орденом Креста Витиса первой степени. 14 мая 2002 года при участии президента Литовской Республики Валдаса Адамкуса на месте самосожжения был открыт памятник «Поле жертвы» («Aukos laukas»; скульптор Робертас Антинис младший, архитектор Саулюс Юшкис). Именем Каланты в Каунасе названы улица и средняя школа.

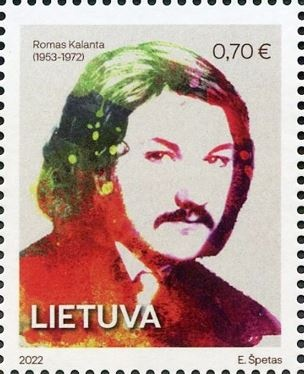
50 лет со дня смерти Ромаса Каланты, Почта Литвы, 2022

14 мая 2022 года, в день пятидесятилетия смерти Каланты, на сцене того самого Музыкального театра Каунаса состоялась премьера рок-оперы Кипраса Машанаускаса «1972».. В том же году Почта Литвы выпустила почтовую марку, посвящённую Каланте.

## Награды
- Большой крест ордена Креста Витиса (1 июля 2000 года, посмертно) [6]